# 인포그램즈
인포그램즈 엔터테인먼트, SA(Infogrames Entertainment, SA, IESA)는 프랑스의 국제 지주회사이며, 본사는 프랑스 리옹에 위치해 있다. 미국 뉴욕 시에 본사를 둔 아타리와 아타리 유럽의 소유였다. 1983년에 브루노 보넬과 크리스토프 사펫이 설립하였다. 여러 지사를 통해 인포그램즈는 모든 주요 비디오 게임 콘솔과 컴퓨터 게임 플랫폼을 위한 상호작용 게임을 개발, 배급하였다.

## 같이 보기
- 스모 디지털